# Віла-Франка-де-Шира (парафія)
Віла-Франка-де-Шира (порт. Vila Franca de Xira; МФА: [ˈvi.ɫɐ ˈfɾɐ̃.kɐ dɨ ˈʃi.ɾɐ]) — парафія в Португалії, у муніципалітеті Віла-Франка-де-Шира. Розташована в західній частині країни, на теренах історичної португальської провінції Ештремадура. Входить до складу округу Лісабон. За адміністративним поділом, чинним до 1976 року, терени парафії були складовою провінції Рібатежу. Належить до Лісабонського патріархату Католицької церкви. Патрон — святий Вікентій. Площа — 212,7923 км². Населення — 18197 ос. (2011). Сильно урбанізований регіон. Густота населення — 85,52 осіб/км²
. Код — 111409.

## Населення
| Кількість мешканців | Кількість мешканців | Кількість мешканців | Кількість мешканців | Кількість мешканців | Кількість мешканців | Кількість мешканців | Кількість мешканців | Кількість мешканців | Кількість мешканців | Кількість мешканців | Кількість мешканців | Кількість мешканців | Кількість мешканців | Кількість мешканців |
| ------------------- | ------------------- | ------------------- | ------------------- | ------------------- | ------------------- | ------------------- | ------------------- | ------------------- | ------------------- | ------------------- | ------------------- | ------------------- | ------------------- | ------------------- |
| 1864                | 1878                | 1890                | 1900                | 1911                | 1920                | 1930                | 1940                | 1950                | 1960                | 1970                | 1981                | 1991                | 2001                | 2011                |
| 4 065               | 4 574               | 4 696               | 5 517               | 6 974               | 7 498               | 7 894               | 10 305              | 11 228              | 13 404              | 14 459              | 19 318              | 18 487              | 18 442              | 18 197              |